# Osobowość prawna
Osobowość prawna – pojęcie określające zdolność osób prawnych do bycia podmiotem praw i obowiązków oraz do dokonywania we własnym imieniu czynności prawnych. Jest immanentnie związane z powstaniem osoby prawnej, gdyż bez osobowości prawnej osoba prawna przestaje istnieć.
Zgodnie z treścią art. 37 Kodeksu cywilnego osoby prawne uzyskują (co do zasady) osobowość prawną z chwilą wpisania ich do właściwego rejestru.